# Aphonopelma joshua
Aphonopelma joshua là một loài nhện trong họ Theraphosidae.
Loài này thuộc chi Aphonopelma. Aphonopelma joshua được miêu tả năm 1997 bởi Prentice.